# Arotin & Serghei
Arotin & Serghei (Eigenschreibweise AROTIN & SERGHEI) ist ein Künstlerduo, bestehend aus Alexander Arotin (* 1970 in Wien, Österreich) und Serghei Victor Dubin (* 1973 in Chișinău, Moldauische SSR, Sowjetunion). Seit 1994 arbeiten die beiden Künstler zusammen und treten seit 2010 als Künstlerduo Arotin & Serghei auf.
Das Hauptwerk von Arotin & Serghei, Infinite Screen, spiegelt zeitgenössische Visualität wider. Wie leuchtende und transzendente Lichtsymphonien beschreiben ihre intermedialen Kunstwerke sowohl den Makrokosmos als auch den Mikrokosmos unserer Welt, indem sie Bildschirme als Symbole verwenden, als Portale zur Unendlichkeit, in einer fortwährenden Veränderung und Weiterentwicklung, von den intermedialen Gemälden roter, grüner und blauer Lichtzellen – der DNA der heutigen Bildsprache – bis hin zu den monumentalen Installationen bei der Ars Electronica, der Biennale von Venedig, der Fondation Beyeler, dem Kunsthistorischen Museum Wien, Giverny, im Kraftwerk Berlin sowie im Centre Pompidou Paris.
Infinite Screen ist ein Kunstprojekt, das die Begrenzungen der Illusionsoberflächen unserer Monitorwelten öffnet und Bildzeichen entwickelt, die den Betrachter mit der Idee des Unendlichen verbinden. Dabei entstehen weitläufige Zyklen inter-medialer Bilder, Lichtzellen, sowie proteiforme Großrauminstallationen. Mit dem Begriff „inter-medial“ bezeichnen die Künstler, nicht nur die Bezüge und Kombinationen verschiedener Medien, sondern auch die mögliche Unabhängigkeit und Freiheit festen von Bindungen an ein bestimmtes Medium zu sein.
Die Werke werden in verschiedenen Dimensionen und Techniken hergestellt: Es entstehen analoge Werke wie Zeichnungen auf Papier, Gemälde auf Leinwand, Kombinationen mit dreidimensionalen Bildtechniken, Hologramme, Glas, Plexiglas, Holz, Stahl, Blattgold, und Klaviersaiten, sowie Medienkunst, KI generierte Werke, Mediaprojektionen, Filme, Musikkompositionen, Monitor Orchestrierungen. Jeder Teil des vielfältigen Infinite Screen Werkes thematisiert dabei spezifische Bezugspunkte aus Philosophie, Quantenphysik, Architektur, Musik oder Astrophysik.

## Geschichte
Alexander Arotin wuchs neben seiner Geburtsstadt Wien und in Paris auf. Er studierte an der Musikhochschule in Wien und am Centre Acanthes Avignon (Frankreich) bei Luigi Nono, danach Kunst, Bühnenbild und Film an der Universität für Angewandte Kunst Wien. Serghei Victor Dubin, studierte Kunstgeschichte in Wien, Journalismus, sowie Kunstgeschichte und Archäologie in Montpellier und Wien. Er arbeitete im Bereich Mode, Design und als Kurator. Seit 2012 arbeiten die Künstler an ihrem Hauptwerk Infinite Screen.
Werke aus dem Infinite Screen Zyklus wurden erstmals 2012 bei der Tefaf in Maastricht gezeigt, danach folgten Ausstellungen bei Bildraum Wien, Ars Electronica, Artcurial Wien sowie Espace Muraille in Genf. Für die Ausstellung Metamorphosis, die 2018 im Palais der Galerie W&K – Wienerroither & Kohlbacher in Wien gezeigt wurde, kreierte das Duo ein neues Werk unter dem Namen Metamorphosis 01, sowie einen sechsteiligen Präsentations-, Performance- und Diskussionszyklus der die Transformation und Innovation von Zeichen, Form und Inhalt in der Kunst.
Die Großrauminstallationen wurden häufig mit Werkaufträge und in Kooperation mit weltweit führenden Kunstinstitutionen realisiert. So wurde Infinite Screen ab 2013 als Auftragsarbeit der Biennale di Venezia und des Wiener Konzerthauses in Zusammenarbeit mit dem Klangforum Wien interdisziplinär erweitert und präsentiert.
2016 wurde Infinite Screen als Projekt des 125-Jahr-Jubiläums des Kunsthistorischen Museums Wien in Zusammenarbeit mit Artcurial, Museum in Progress und der Ars Electronica von den Künstlern ein Monat lang als 1200 m² Installation an der Hauptfassade des Museums auf dem Maria-Theresien-Platz mit einer sich fortwährend verändernden Bild- und Klangkomposition präsentiert.
Danach wurde die Kunstinstallation für die Fondation Beyeler (2016) und für die Ars Electronica Festivals 2014, 2015, 2016, 2017, sowie beim Monet Festival Impression in Giverny (2018) und bei Guerlain / Fiac Paris (2018) weiterentwickelt.
2019 wurde die erste 12 Meter hohe Version der Infinite Light Column als ein Hauptwerk der Jubiläumsausstellung 40 Jahre Ars Electronica im Ars Electronica Centre, Museum of The Future ausgestellt.
2021 wurden im Centre Pompidou in Paris im Rahmen des Festivals Manifeste-2021 zwei komplementäre Medieninstallationen aus dem Infinite Screen Zyklus gezeigt, welche die verschiedenen Sektionen des Kunst- und Kulturzentrums wie Architektur, Bildende Kunst und das Klanguniversum des Ircam-Centre Pompidou verknüpfen, und auf Werke aus der Sammlung, wie z. B. auf das schwarze Quadrat von Malevitch, das Konzept der Synästhesie von Kandinsky sowie auf die unendlichen Säulen von Brancusi Bezug nehmen: Infinite Light Columns / Constellations Of The Future 1-4, eine Installation aus 4 Säulen aus Lichtzellen auf dem Platz vor dem Museum entlang des Ircam-Centre Pompidou, sowie Vertigo / Infinite Screen, eine visuelle Komposition auf 18 Bildschirmen im großen Saal des Centre Pompidou.
2023 wurde Infinite Screen im Kraftwerk Berlin als 12.000 qm Einzelausstellung während des Gallery Weekends gezeigt. Eine immersive „supraliminale“ Ausstellung mit 5 monumentalen Installationen: im unteren Bereich drei intermediale Bilder aus dem Ludwig Wittgenstein gewidmeten Zyklus Truth Possibilities, die digitale Bildkomposition Infinite Time Machine, sowie Constellations of The Future, ein Labyrinth von Lichtsäulen aus übereinander gelagerten Monitoren. Die riesige Säulenhalle im oberen Geschoss wurde durch die Hauptinstallation Apokatastasis durchquert, eine 100 m lange live generierte Linie aus LED Panels, mit Klang 14 Kanal Klang Installation rund um die Thematik des post-apokalyptischen Resets.

## Rezeption
„Arotin & Serghei kreieren in ihren Werken ein Universum aus Farbe und Licht, welches durch Überlagerung, Fusion und Spaltung in ständige Metamorphose versetzt wird. In diesem Verwandlungsprozess werden Konzepte von Philosophie und Wissenschaft aufgegriffen und zu Bild- und Klangkompositionen kondensiert. Das grundlegende Hinterfragen von „Wahrheitsmöglichkeiten“ (Ludwig Wittgenstein: Tractatus Logico Philosophicus 4.3) lässt die Künstler eine Vielzahl an Kunstwerken, Bildern, Zeichnungen und großflächigen Installationen erschaffen, sowohl analoge als auch digitale Unikate.“

## Ausstellungen (Auswahl)
- Infinite Screen / Apokatastasis, Kraftwerk Berlin, 2023
- Infinite Screen / Constellations of the Future 5-11, Kraftwerk Berlin, 2023
- Infinite Light Columns / Constellations of the Future 1-4, tribute to Brancusi, Ircam – Centre Pompidou, 2021
- Infinite Screen / Vertigo, intermedial installation for 18 screens, hommage to Hitchcock, Centre Pompidou, 2021 (co-production Klangforum, WDR, Wiener Konzerthaus, Wien Modern)
- Infinite Light Column 01. Kunsthalle Wien & Ars Electronica Center 2019
- Impressions – Dialogue avec Monet (Infinite Screen). Festival des Arts de Vernon-Giverny, 2019
- Metamorphosis. W&K – Wienerroither & Kohlbacher, Wien 2018
- Infinite Time Machine. Espace Muraille Gallery, Genf 2017
- Logical Structure of Colour. Festival Ars Electronica, Gallery Spaces, Linz 2017
- Light Impulse. Espace Muraille Gallery, Genf 2016
- Prometheus / White Point (Infinite Screen). Fondation Beyeler, Basel 2016
- Infinite Screen / The Babel Tower. Kunsthistorisches Museum, Wien 2016
- Infinite Screen / Mantegna. La Biennale di Venezia, Arsenale / Teatro Alle Tese, Venedig 2015
- Infinite Screen / Everything We See Could Also Be Otherwise. (Wittgenstein), Festival Ars Electronica, Brucknerhaus, Linz, 2014
- Infinite Screen / Mantegna. Konzerthaus Wien, Wien 2013
- Infinite Screen / Mute Space, Galerie Flore, TEFAF, Maastricht, 2012

## Belege
1. ↑  Schauplätze: „Arotin & Serghei“. In: Die Presse. (diepresse.com [abgerufen am 22. Juli 2018]).
2. 1 2 3  Gerfried Stocker, Ivan Fedele, Sabine Haag, Ulf Küster, Karine Tissot, Caroline Messensee, Marie Eve Lafontaine, Arotin & Serghei: AROTIN & SERGHEI – Infinite Screen. Hatje Cantz, Berlin 2023, ISBN 978-3-7757-4545-1.
3. 1 2  the artists. Arotin & Serghei contemporary art research & creation, 15. Juni 2015, archiviert vom Original (nicht mehr online verfügbar) am 23. Juli 2018; abgerufen am 22. Juli 2018.  Info: Der Archivlink wurde automatisch eingesetzt und noch nicht geprüft. Bitte prüfe Original- und Archivlink gemäß Anleitung und entferne dann diesen Hinweis.
4. ↑  Arotin & Serghei | W&K Galerie. Abgerufen am 22. Juli 2018.
5. ↑  Scriabin Prometheus – Mikhail Rudy, Ian Pace and Arotin & Serghei. 5. Januar 2017, abgerufen am 22. Juli 2018.
6. ↑  Arotin & Serghei – Metamorphosis. Wienerroither & Kohlbacher, Wien 2018, ISBN 978-3-200-05798-2.
7. ↑  Davide Parpinel: Biennale Musica di Venezia, tra memoria e futuro. In: Artribune. 29. September 2015 (artribune.com [abgerufen am 22. Juli 2018]).
8. ↑  Aureliano Cattaneo – Parole di Settembre. Klangforum Wien, archiviert vom Original (nicht mehr online verfügbar) am 4. August 2018; abgerufen am 22. Juli 2018.  Info: Der Archivlink wurde automatisch eingesetzt und noch nicht geprüft. Bitte prüfe Original- und Archivlink gemäß Anleitung und entferne dann diesen Hinweis.
9. ↑  Infinite Screen – Der Turm von Babel. In: museum in progress. (mip.at [abgerufen am 22. Juli 2018]).
10. ↑  INFINITE SCREEN – Der Turm von Babel Täglich ab Dämmerung bis Mitternacht. Abgerufen am 22. Juli 2018.
11. ↑  Sandra Baierl: Bilderwelten schaffen: Der digitale Lichtmeister. (kurier.at [abgerufen am 22. Juli 2018]).
12. ↑  Von Farbe und Feuer: Veranstaltungen in der Fondation Beyeler. Archiviert vom Original (nicht mehr online verfügbar) am 4. August 2018; abgerufen am 22. Juli 2018.  Info: Der Archivlink wurde automatisch eingesetzt und noch nicht geprüft. Bitte prüfe Original- und Archivlink gemäß Anleitung und entferne dann diesen Hinweis.
13. ↑  Kultur: Klänge werden in Farben übersetzt bei der Licht-Show und Piano-Performance „Prometheus“. In: Südkurier Online. 15. November 2016 (suedkurier.de [abgerufen am 22. Juli 2018]).
14. ↑  AROTIN & SERGHEI, Infinite Screen. Archiviert vom Original (nicht mehr online verfügbar) am 10. Juni 2021; abgerufen am 10. Juni 2021 (französisch).  Info: Der Archivlink wurde automatisch eingesetzt und noch nicht geprüft. Bitte prüfe Original- und Archivlink gemäß Anleitung und entferne dann diesen Hinweis.
15. ↑  Arotin & Serghei. museum in progress, abgerufen am 22. Juli 2018.